# Población Dávila
Población Dávila es un barrio ubicado en la comuna de Pedro Aguirre Cerda, de la ciudad de Santiago de Chile. Limita al norte con la Población Los Maitenes a través de la calle Carelmapu, al sur con la Villa Navidad a través de la calle Melinka, al poniente con la Villa Sur a través de la avenida Clotario Blest, mientras que al oriente limita con el Barrio Atacama de la comuna de San Miguel.

## Historia
El vestigio y antecedente más antiguo del barrio, corresponde a las instalaciones de la Escuela Consolidada Dávila, cual en su interior alberga a una de las casonas de patronazgo de la antigua Chacra Ochagavía, cuya relevancia la hace tener la categoría de Inmueble de Conservación Histórica.
La población fue trazada por el arquitecto Miguel Dávila Carson, el 21 de mayo de 1949, bajo el nombre de Población Corea, con el objetivo de dar vivienda a obreros, como legado de la Corporación de la Vivienda, institución dependiente de la Corporación de Fomento de la Producción. Los principales servicios del sector se distribuyeron a través de arterias viales de acceso y tránsito, en este caso las calles Club Hípico, Manuela Errázuriz, Alhué y las calles fronterizas.

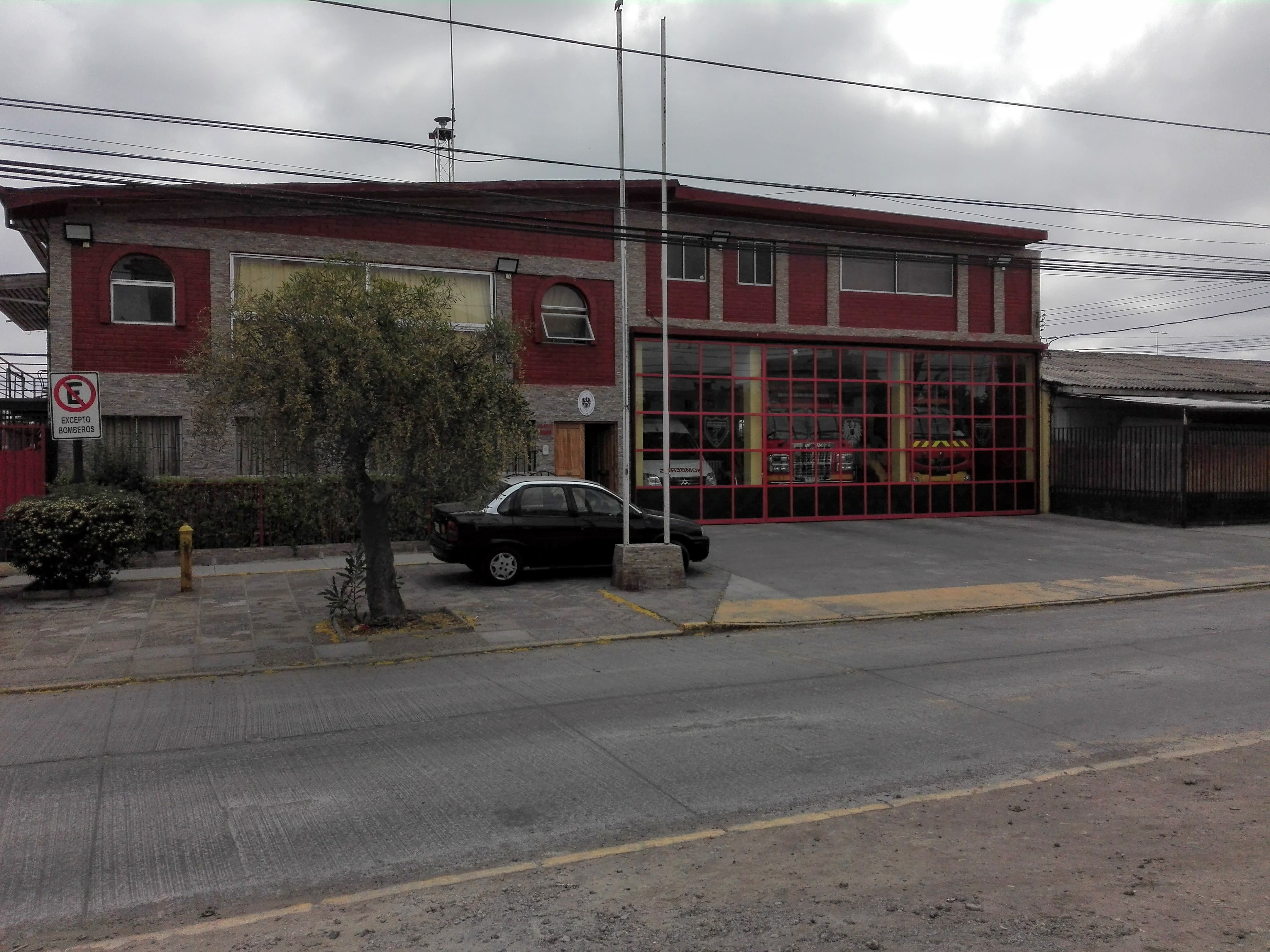
La Séptima Compañía de Bomberos "Austria", creada en 1959 en la población Dávila, es dependiente de la Cuerpo de Bomberos Metropolitano Sur.

En 1952 fue creada la Escuela Consolidada Dávila, mientras que en 1955 es creado el Liceo José Agustín Alfonso, y en 1957 fue construida la Plaza Dávila, con ayuda de la República de Yugoslavia y la gestión del alcalde de ese entonces, Mario Palestro, de la comuna de San Miguel. Ese mismo año, en el contexto de la Batalla de Santiago, el Ministerio de Defensa Nacional militariza la zona, justificándose en el posible saqueo del agua contenida en su copa de abastecimiento.
En el contexto de la dictadura militar, diversas detenciones y asesinatos sucedieron en el sector, como la ocurrida el 12 de septiembre de 1973, donde asesinaron a Laura Díaz Maldonado en su domicilio de calle Juan López de Velasco, o la detención de Patricio León Fuentes el 12 de octubre de 1973, ocurrida en el Consultorio Amador Neghme; este último fue encontrado fallecido en la avenida Obispo Manuel Umaña de la comuna de Estación Central.
Hacia 1974 fue construida la Parroquia San Juan Bautista, en cuya tutela marianista quedan los terrenos de este barrio, junto a los de Los Maitenes. En 1991 el barrio pasó a formar parte de la comuna de Pedro Aguirre Cerda. El año 2013 el sector fue utilizado para las grabaciones de la serie de televisión El reemplazante.
En 2019 es inaugurado un memorial en recuerdo a los detenidos desaparecidos de la población durante la dictadura militar.

## Sociedad

### Deporte
Con respecto a las instalaciones deportivas del sector, destaca el Estadio Miguel Dávila Carson, en la intersección de Avenida Club Hípico con calle Carelmapu, cual por muchos años, fue un terreno baldío, que en 2015 fue intervenido para su construcción. Actualmente, el Club Deportivo Gol y Gol de Tercera División B, es local en este estadio, localía que es compartida también con el Estadio Municipal de Pedro Aguirre Cerda.
Por su parte, el Club Deportivo José Pistono, ubicado en la intersección de calle Carelmapu con calle Abranquil, es la institución deportiva más antigua. Fue creado el 9 de octubre de 1949, y tiene antecedentes históricos previos a la fundación del complejo habitacional, con la llegada de los miembros de una cooperativa.

## Vida cultural y de barrio
La memoria cultural como símbolo social de preservación identitaria constituye, una historia que queda en los recuerdos vivos de cada individuo, singularidades generales de los sistemas culturales visto desde los prismas de las memorias culturales y la identidad, como elemento legitimador de la diversidad cultural. Constituyendo este enunciado tarea de todos complementarlo. 
Cabe mencionar que dentro del área futbolística, la población ha sido cuna de diversos personajes, es el caso de Juan Carlos Peralta y Manuel Araya, ambos exjugadores de Colo-Colo, Mariano Puyol del Club Deportivo Universidad de Chile, Miguel Hermosilla, exentrenador de Cobreloa y Felipe Orrego Cancino quien es actualmente arquero de la Selección chilena de fútbol para ciegos que participó en los Juegos Parapanamericanos de 2015 disputados en Toronto (Canadá).
Otros personajes que han surgido en el sector son el animador Willy Sabor, el cantante Juan Antonio Labra y la actriz Claudia Cabezas.
Además por ser un barrio antiguo, ha sido cuna de folcloristas, como el cultor y escritor Fernando González Marabolí, su extenso trabajo junto al legendario conjunto Los Chinganeros (que él mismo fundó y dirigió por casi seis décadas), se sumó un trabajo de investigación realizado con rigor y afecto, fundamental para comprender la cueca desde sus raíces y en los más amplios alcances imaginables, incluso metafísicos (lecciones registradas en el libro Chilena, o, cueca tradicional, de Samuel Claro Valdés de acuerdo con las enseñanzas de Don Fernando González Marabolí).
El recopilador José Rául Céspedes "el chico Céspedes", que además de las recopilaciones existentes en el libro de la Lira Popular Biblioteca Nacional, en enero del año 1958, forma la rama de folclore y de teatro (junto a Carlos Ruiz), y le dan por nombre al conjunto, “Jorge Quevedo, en homenaje a un vecino igualmente davileño, actor y premio Nacional de Arte”. Conjunto que hasta hoy perdura en la Mutual de Seguridad Miguel Dávila Carson.
En la actualidad igualmente has surgido más expresiones artísticas Andrea Céspedes (Chichu) integra al Grupo Las Niñas Cueca Chilena, el primer grupo femenino en cantar el tipo de cueca gritada canto por mano o a la rueda, de la Rama de la Cueca urbana o cueca brava. A diferencias de las cuecas más fusionadas o estilizadas que para el 2006-2007, estaban grabando conjuntos femeninos previos como Las Torcazas y Las Capitalinas, Las Niñas cantaban en estilo tradicional chilenero ese repertorio hecho de “Los melones moscateles”, “Recoleta Carmen Lira” y “El chico Mesías” entre otras cuecas. Fina, Arrogante y dicharachera (2010), Seis chilenas con Aliño (2013), otros discos: Coros en el Ángel de la Cueca (Mario Rojas 2008), Así fueron las Cuecas. Constitución 2011 (Francisco Bermejo 2012), Cueca de Barrios Populares (Los Chinganeros 2009).
Igualmente Davileño es el Director, Guionista, Productor y asistente de dirección, Alejandro Lagos, quien el año 2013 fue guionista y director Director de Génesis Nirvana (2013). Igualmente entre sus obras destaca guionista de Maestros del lápiz el Comic de Chile (2013) y asistente de dirección de 4 títulos: La otra mejilla (2017), Se busca novio... para mi mujer (2017), Sal (2012), Seis (2009).
La poesía ha estado a cargo del escritor Sergio Zúñiga de lo cotidiano, lo simple, la ciudad. Creador de diversos proyectos poético-musicales colaborativos. Última Propuesta Sergio Zúñiga & Tramo.

## Puntos de servicio e interés
La población es marcada por puntos de áreas verdes en especial la Plaza Miguel Dávila Carson, o popularmente conocida como "La Plaza Dávila" cual fue creada alrededor del año 1957 y comprende tres cuadras, la cuadra norte tiene dos grandes canchas de fútbol, la cuadra central se encuentra otra cancha y variados juegos infantiles, la cuadra del lado oeste tiene un escenario y frondosos árboles. Antiguamente la población tenía un teatro llamado Teatro Alhué llevando el nombre donde se ubicaba, en él se realizaban obras de teatro y se veían películas en gran pantalla, actualmente es propiedad de la Iglesia de Dios de la Profecía en Chile. Entre las calles Club Hípico, Manuela Errazuriz, Petrohue y Melinka se sitúa majestuosa su Copa de Agua, que se ve desde casi todos los sectores de la población.
La población también cuenta con una Parroquia llamada San Juan Bautista, cual está ubicada al sur de la Plaza Dávila. De lado oeste de la Parroquia se encuentra la Tenencia de Carabineros de la población cual corresponde al cuadrante 65 y junto a él se encuentra el consultorio Doctor Amador Neghme y de lado este de la parroquia se ubica la Séptima Compañía del cuerpo metropolitano de Bomberos República de Austria, al costado poniente de la plaza se encuentra la sede de la Junta de Vecinos , la primera de la comuna , En el ámbito educacional sobresalen el Liceo 101 Escuela consolidada Ochagavía, la Escuela Boroa y el colegio José Agustín Alfonso a cargo de la Sociedad de Instrucción Primaria.
Los días miércoles y sábado se levanta la Feria Dávila, feria libre que abarca las calles Manuela Errázuriz desde Carelmapu hasta Melinka de lado este de la popular Plaza Dávila.
En el sector de Melinka con Manuel Errázuriz se encuentra la Plaza Cristian Olivares, en homenaje al "Pecho" que falleció de una forma terrible y donde sus amigos han construido una plaza para recordar a él y a los personajes más recordados de la Población. Por ello hoy en día y mediante la autogestión se han realizado grafitis en honor al Pecho, Gabriel y el Chito.

## Calles principales

### Oeste a este
- Carelmapu
- Pirihueico
- Alhué
- Petrohué
- Melinka

### Norte a sur
- Avenida Clotario Blest (Ex Avenida La Feria)
- Queilén
- Puqueldón
- Cahuelmo
- Quemchi
- Club Hípico
- Manuela Errázuriz
- Boroa
- Huequén
- Abranquil
- Reumen
- Goyocalan
- Avenida José Joaquín Prieto Vial
- Autopista Central